# 新居浜市立泉川中学校
新居浜市立泉川中学校（にいはましりつ いずみがわちゅうがっこう）は、愛媛県新居浜市にある公立中学校。

## 沿革
- 昭和22年4月1日 泉川町立泉川中学校を設立
- 昭和30年4月1日 新居浜市立泉川中学校に名称変更

## 部活動
- サッカー部
- 野球部
- ソフトテニス部（男・女）
- 女子バレー部
- バスケットボール部（男・女）
- 水泳部
- 卓球部（男・女）
- 音楽部
- 美術部
- 茶道部
- 手話同好会
- （陸上部）

## 著名な出身者
- 高見知佳 - タレント
- 水樹奈々 - 声優
- MiKA - 歌手
- 近野成美 - 女優
- 花音舞 - 元宝塚歌劇団宙組娘役
- 山田悦子 - 社会運動家

## 通学区域が隣接している学校
- 新居浜市立南中学校
- 新居浜市立中萩中学校
- 新居浜市立角野中学校
- 新居浜市立船木中学校
- 新居浜市立川東中学校